# Flärken (Fjällsjö socken, Ångermanland, 707418-153439)
Flärken är en sjö i Strömsunds kommun i Ångermanland och ingår i Ångermanälvens huvudavrinningsområde. Sjöns area är 0,038 kvadratkilometer och den är belägen 216,8 meter över havet.